# Cinchoneae
Cinchoneae, tribus broćevki, dio potporodice Cinchonoideae. Postoji 10 rodova poglavito u tropskoj i suptropskoj Južnoj Americi

## Rodovi
1. Berghesia Nees, 1 vrsta
2. Ciliosemina Antonelli, 2 vrste
3. Cinchona L., 24 vrste
4. Cinchonopsis L.Andersson, 1 vrsta
5. Joosia H.Karst., 18. vrsta
6. Ladenbergia Klotzsch, 37 vrsta
7. Maguireocharis Steyerm., 1 vrsta
8. Pimentelia Wedd., 1 vrsta
9. Remijia DC., 43 vrste
10. Stilpnophyllum Hook.f., 4 vrste